# Вацлав Гирса
Вацлав Гирса (Шепетивка, Аустро-угарска, 28. новембар 1875 - Праг, Чехословачка, 23. јуна 1954) је био чешки и чехословачки лекар и дипломата. Као опуномоћени посланик Чехословачке у Краљевини Југославији, службовао је у Београду од јула 1935. до фебруарa 1938. године.

## Биографија
Рођен је 28. септембра 1875. у Шепетивки у Аустро-угарској, данас у западној Украјини, у породици Волињанских Чеха. Завршио је реалну гимназију у Камјањецу-Подолском. Медицински факултет је студирао на Карловом универзитету у Прагу, где је постао доктор медицинских наука 1900. године.
Први посао лекара добио је у Прагу, али се већ 1902. преселио у Кијев. Тамо је радио у окружној царској болници, где је постао примаријус.

## Први светски рат
Након избијања Првог светског рата, Гирса је узео учешћа у националном покрету Чеха, у циљу ослобођења свог народа од власти Аустро-угарске. Успоставио је везу са Чешким ослободилачким комитетом из Париза, док је касније постао први човек Чешког националног комитета у Русији.
Томаш Масарик, вођа покрета за ослобођење Чешке и Словачке, био је најзаслужнији за формирање Чехословачке легије. После Мира у Брест-Литовску, Гирса је покушао да од бољшевика добије допуст за пролазак Легије и излазак из земље. Након пропасти преговора, Масарик је је Гирси дао овлашћење да руководи извођењем Легије ван Русије, али преко Сибира. По успешно изведеном избављењу легионара, Гирса је остао у Владивостоку, као чехословачки дипломатски представник у Русији.

## Каријера у дипломатији
Из Владивостока, Гирса се у лето 1920, у друштву једног од последњих конвоја чехословачких легионара вратио у Европу, а затим у новостворену Чехословачку републику. Одмах је примљен у Министарство спољних послова. Одабран је да буде први чехословачки посланик у Варшави. Међутим, због противљења пољских власти од овога се одустало. Уместо места посланика, априла 1921. Гирса је постао руководилац Политичког одељења Министарства спољних послова. Упоредо је био и заменик министра спољних послова, које је од 1918. до 1935. водио Едуард Бенеш.
Иако испрва одбијен, Гирса је дочекао да буде чехословачки посланик и опуномоћени министар у Пољској. Ову службу је држао од 1927. до 1935. године. Истодобно је био представник и у односима са Летонијом и Естонијом, као и са Финском од 18. октобра 1927. до 1. јула 1934. године. Током боравка у Варшави, истакао се као критичар режима Јозефа Пилсудског.

## Посланик у Југославији
Јула месеца 1935. године Вацлав Гирса је постављен за посланика у Краљевини Југославији. Наследио је Павела Велнера који је из Београда упућен да преузме Политичко одељење Министарства спољних послова.
Као што је у Пољској био критичар Јозефа Пилсудског, Гирса се и у Југославији нашао у кругу критичара владајуће гарнитуре. Био је против Милана Стојадиновића. Југословенски премијер је радио на зближавању са Италијом и Немачком, а последица приближавања овим двема силама била је умањена посвећеност Југославије Малој антанти. Гирса је такође одржавао контакте са демократском опозицијом у земљи, због чега је Влада Краљевине Југославије тражила његову смену, што се и десило у фебруару 1938. године.
На место посланика у Београду дошао је Јарослав Липа.

## Након Југославије
Одмах након повратка из Београда, Гирса је пензионисан 31. марта 1938. г. После немачке анексије Судета, затим и окупације Чехословачке, Гирса се активирао и помогао изградњу Политичког штаба, једне од организација отпора против немачке власти. Гестапо га је ухапсио али је брзо ослобођен услед недостатка доказа. Једно време је радио у Легиобанци.
Умро је 23. јуна 1954. г. у Прагу. Сахрањен је на тамошњем Олшанском гробљу, у делу за православне.

## Породица
Вацлав Гирса је био ожењен Бертом, која је била једно од деветоро деце Јозефа Рајнсберга (1844—1930). Рајнсберг је био чешки лекар, професор форезничке медицине и декан Медицинског факултета на Карловом универзитету. Од 1898. до 1899. је био ректор реченог универзитета. Један је од важнијих учесника у настанку познате чешке енциклопедије - Отове енциклопедије знања.
Гирсин истоимени унук, Вацлав Гирса, познати је прашки архитекта и педагог.